# Ectopleura bethae
Ectopleura bethae är en nässeldjursart som först beskrevs av Warren 1908.  Ectopleura bethae ingår i släktet Ectopleura och familjen Tubulariidae. Inga underarter finns listade i Catalogue of Life.